# Yūya Yamamoto
Yūya Yamamoto (jap. 山本 侑弥, Yamamoto Yūya; * 5. November 2001 in Kijimadaira, Präfektur Nagano) ist ein japanischer Nordischer Kombinierer.

## Werdegang
Yamamoto besuchte zunächst die Iiyama High School, ehe er auf die Waseda-Universität ging. Am 25. Januar 2020 gab er im norwegischen Rena sein Debüt im Continental Cup (COC), verpasste aber die Punkteränge wie in den folgenden Wochen deutlich. Bei den Nordischen Junioren-Skiweltmeisterschaften 2020 in Oberwiesenthal wurde Yamamoto lediglich im Staffelwettbewerb eingesetzt, den er gemeinsam mit Daimatsu Takehana, Shōgo Azegami und Kodai Kimura auf dem sechsten Rang abschloss. Anschließend dauerte es knapp elf Monate, ehe er erneut einen internationalen Wettbewerb bestritt. Dieser fand im Februar 2021 im Rahmen des Continental Cups im finnischen Lahti statt. Yamamoto lief dabei auf den 28. Platz und gewann so seine ersten COC-Punkte. Wenige Tage später nahm er an den Nordischen Junioren-Skiweltmeisterschaften 2021 in Lahti teil und belegte dort im Einzelwettkampf nach der Gundersen-Methode den 37. Platz.
In der ersten Periode der Saison 2021/22 trat er an allen Wettbewerben des Continental Cups in Nischni Tagil, Zhangjiakou und Ruka an und zeigte sich im Vergleich zu den Vorjahren formverbessert. So erreichte er an allen sechs Wettkampftagen die Top 10, was ansonsten nur einem weiteren Athleten gelang. Darüber hinaus lief er am 5. Dezember in Zhangjiakou als Dritter erstmals auf das Podest. Am 8. Januar 2022 debütierte Yamamoto im Fleimstal im Weltcup, verpasste aber die Punkteränge. Die erreichte er erstmals beim Auftaktwochenende zur Saison 2022/23 in Ruka, als er auf den 18. Platz lief. Bei den Nordischen Skiweltmeisterschaften in Planica wurde er gemeinsam mit Sora Yachi, Yoshito Watabe und Ryōta Yamamoto Siebter. Im Weltcup belegte er nach weiteren Punktgewinnen in Schonach und Lahti Rang 42 der Gesamtwertung.

## Statistik

### Weltcup-Platzierungen
| Saison  | Platz | Punkte |
| ------- | ----- | ------ |
| 2022/23 | 42.   | 026    |
| 2023/24 | 59.   | 017    |

### Continental-Cup-Platzierungen
| Saison  | Platz | Punkte |
| ------- | ----- | ------ |
| 2020/21 | 83.   | 003    |
| 2021/22 | 14.   | 272    |

## Privates
Yūya ist der jüngere Bruder des Nordischen Kombinierers Ryōta Yamamoto.